# Relé paso a paso
El relé paso a pasoo interruptor de paso, es un dispositivo electromecánico que permite que una señal de entrada se pueda conectar a una serie de posibles conexiones de salida, bajo el control de una serie de pulsos eléctricos. Los telerruptores fueron inventados por Almon Brown Strowger en 1888 y patentados en 1891. El principal uso de estos dispositivos estaba en las primeras centrales telefónicas automáticas, comúnmente conocidas como centrales Strowger o centrales de paso-a-paso para enrutar las llamadas telefónicas. Más tarde, fueron utilizados a menudo en equipos tales como los sistemas de control industrial. Los telerruptores usados en la telefonía tradicional son de dos tipos: uniselectores y selectores de dos movimientos.

## Uniselector

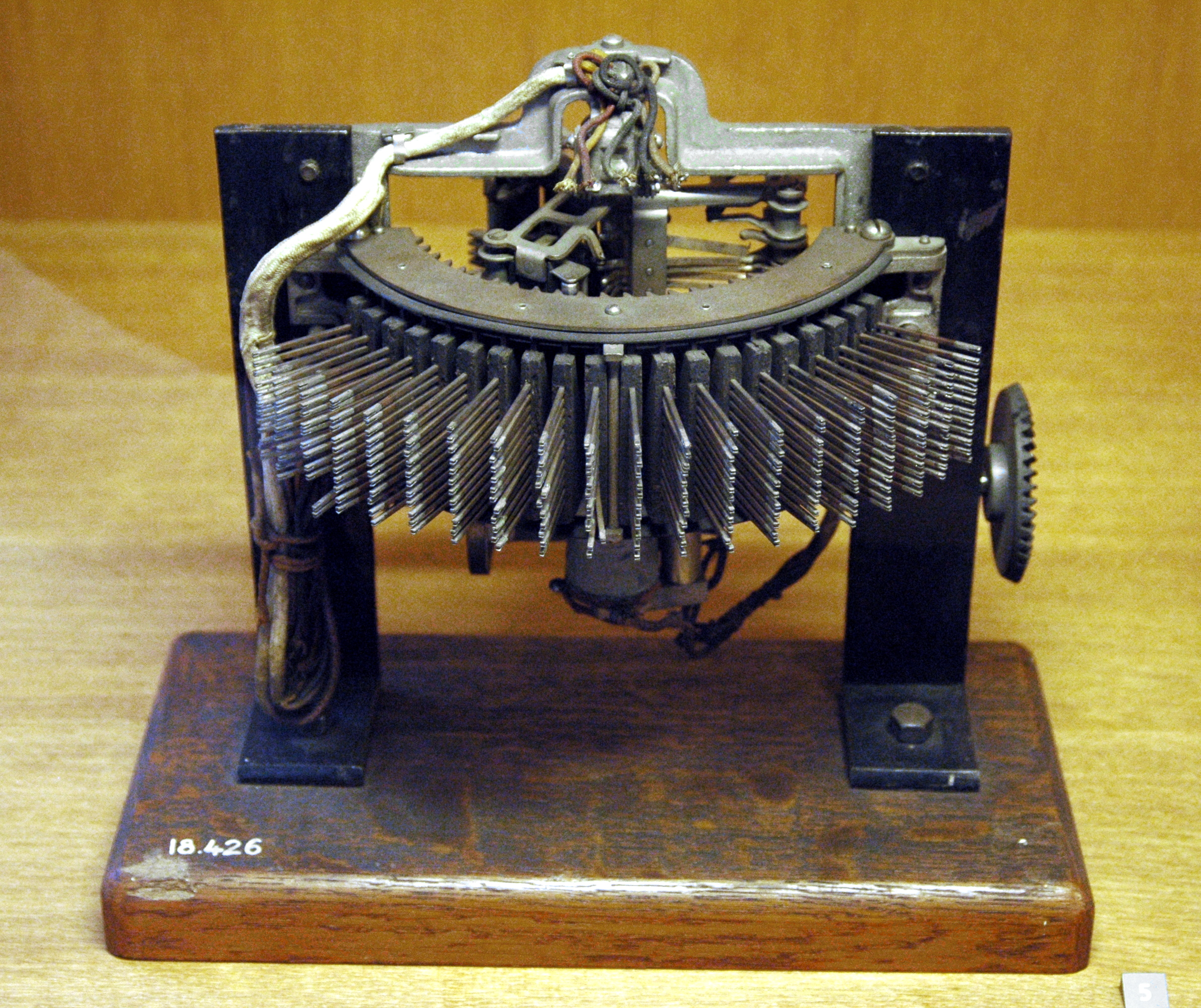
Un ejemplo de un antiguo uniselector de tipo Strowger. Este tiene un único eje (vertical), y es accionado por un engranaje en lugar de un electroimán típico.

Es un interruptor de accionamiento eléctrico giratorio con un terminal (por lo general, de entrada), y múltiples terminales de salida. Como otros interruptores rotativos típicos, el terminal solo se conecta  y pasa corriente a múltiples terminales por la rotación de un brazo de contacto, a la posición deseada. El paso de una posición a la siguiente se denomina paso a paso y de ahí el nombre del mecanismo. Utilizando la terminología tradicional, este es conmutador de un solo polo y varias posiciones.
A de paso a paso tienen sólo un polo, en la capa de contactos, un interruptor típico tiene más; en este último caso, todos los brazos de contacto están alineados y se mueven juntos. Por lo tanto, una entrada con múltiples hilos podría ser conectada a una de varias salidas, basándose en la recepción de un único conjunto de pulsos. En esta configuración, los contactos giratorios son semejantes a los brazos de soporte del cabezal de un disco duro moderno. Los interruptores multipolares eran comunes; algunos tenían una docena de polos, pero eran menos comunes.
Las mayoría de los interruptores tienen un banco de contactos fijos que se extienden más de la mitad de un cilindro, aunque algunos abarcan sólo un tercio de cilindro. El interruptor típico de "medio-cilindro" tiene dos juegos de contactos de escobilla opuestos entre sí, mientras que el del tipo de "un tercio de cilindro" tiene tres series, igualmente espaciadas. Para cualquier nivel dado, dos o tres brazos de contacto están conectados, por lo que no hace ninguna diferencia cual de los dos (o tres) están conectados. Cuando se requería del acceso a más puntos de conexión, el rotor tenía dos conjuntos de brazos de contacto opuestos entre sí, pero desplazados verticalmente: en la primera media vuelta de giro, tenía acceso un conjunto de puntos de salida y en la media vuelta siguiente tenían acceso los demás.
Un electroimán desplaza por pasos los brazos de contacto a la posición siguiente, cuando se introduce un pulso de corriente directa. La armadurazar a un trinquete. Cuando el gatillo alcanza su recorrido completo, bloquea el trinquete y los brazos de contacto no rebasan su posición máxima. Cuando se quita la energía a la bobina, el resorte retrae el gatillo. Otro gatillo que gira sobre el bastidor asegura que los brazos de contacto no se mueven hacia atrás; la fricción los mantiene en su lugar. Algunos diseños de interruptores operan en presencia de un pulso y otros, cuando es suprimido.
En la mayoría de las aplicaciones, tales como las de telefonía, es deseable que los brazos de contacto se devuelvan a una posición "inicial", lo que ocurre al principio de la rotación, en un extremo de la matriz de contactos fijos. Algunos interruptores tienen una leva unida al árbol de los brazos de contacto. Esta leva opera un conjunto de contactos cuando el brazo está en la posición inicial, al comienzo de la rotación. Otros diseños de circuitos de interruptores utilizaron un polo para colocar en posición inicial los brazos de contacto, por lo que no eran necesaria una operación separada para "iniciar" los contactos.
Los interruptores típicos paso a paso tienen contactos directamente operados por la armadura del electroimán; estos contactos pueden servir para hacer el ciclo magnético ("auto-paso") y hacer avanzar los brazos de contacto, siempre y cuando se aplique energía. Los circuitos de control externos quitan la energía cuando los brazos llegan a la posición deseada, que podría ser la posición de inicio.
La mayoría de los interruptores de paso a paso gira los brazos de contacto en una sola dirección, pero algunos son bidireccionales; estos últimos tienen un segundo electroimán para girar los brazos a la inversa. Una tercera variedad enrolla un resorte, mientras el brazo avanza progresivamente, y un trinquete previene que los brazos de contacto regresen a la posición inicial. Cuando ya no se necesita el circuito, otro electroimán libera la uña de retención; el resorte devuelve seguidamente los brazos de contacto a su posición inicial.
Los interruptores de paso a paso eran bastante ruidosos en su funcionamiento (sobre todo en el modo de auto-paso), debido a sus mecanismos acelerados y se detenían rápidamente para minimizar el tiempo de funcionamiento. Sin embargo, estos interruptores fueron diseñados para una larga vida, dándoles el mantenimiento periódico; eran bastante fiables.

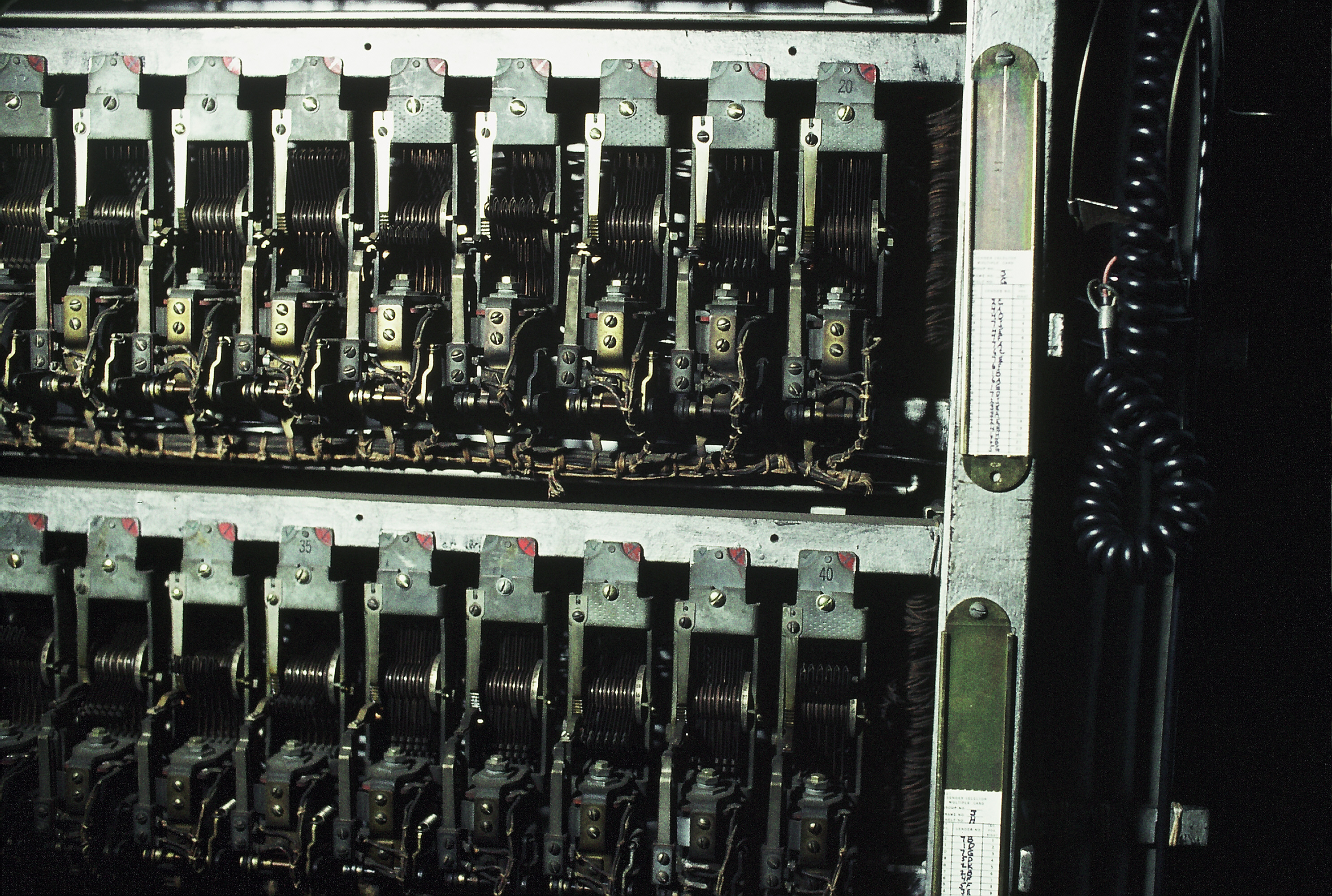
Un arreglo de interruptores de paso instalados en una central telefónica.

## Selector de dos movimientos
Algo más complicado en su operación fue el interruptor de paso de dos ejes, conocido también como interruptor Strowger. Por lo general, un solo grupo compacto de brazos de contacto puede conectarse a uno de 100 (o 200) contactos fijos diferentes, en diez niveles. Cuando el interruptor estaba inactivo, los brazos de contacto se desacoplaban de los contactos fijos. Los brazos de contacto se movían hacia arriba y hacia abajo sobre un eje vertical, y se hacían girar en el banco de contacto para realizar una conexión. Un resorte, dentro del eje vertical, devolvía los brazos de contacto a su posición inicial en la parte inferior.
Este tipo de interruptor tenía dos bobinas de paso, provistas de uñas y trinquetes, una para subir los brazos al banco deseado de contactos, y otro para hacer girar los brazos dentro de tales bancos. Estos interruptores fueron comúnmente usados en conmutación telefónica con diez bancos de diez contactos cada uno. Generalmente, la bobinas fueron alimentadas por los pulsos eléctricos provenientes del disco del teléfono. En el selector de dos movimientos, cuando se marcaba un dígito en el disco, los brazos de contacto se desplazaban a través de los bancos, luego automáticamente giran hacia el banco seleccionado de contactos hasta que encuentran una salida "sin usar" hacia la próxima etapa del interruptor. Los dos últimos dígitos marcados accionaban el selector final. 
Otra variante de este interruptor fue el interruptor X-Y de Stromberg-Carlson el cual era muy común en centrales telefónicas del occidente de Estados Unidos. Éste era un mecanismo plano cuyos contactos se desplazaban lateralmente. Era bastante fiable, y podría ser mantenida por técnicos con un entrenamiento mínimo.

## Aplicaciones
Además de su uso en la telefonía, los telerruptores fueron usados en una diversa variedad de propósitos, dependiendo de como estaban cableados. Un contador podía ser construido al conectarlos en serie. También podían ser usados como demultiplexores, de modo que dos líneas de entrada podían controlar un número determinado de salidas. Una línea servía para elegir el dispositivo correcto y otra le suministraba energía. También fueron usados durante la Segunda Guerra Mundial para construir las máquinas japonesas de cifrado, denominadas CORAL, JADE y PURPLE. Algunos de los equipos usados para descifrar el código de la máquina Enigma usaron muchos telerruptores. Otra aplicación típica del telerruptor es la de uso residencial (patentada por el Sr. Piero Giordanino, creador de la empresa Finder, en el año 1949) utilizado para simplificar el cableado de las instalaciones, haciéndolo más simple y utilizando menor cantidad de materiales. En este caso, los relés son los que controlan las luces del hogar cuando hay más de dos puntos de control: se usan pulsadores en el sistema en vez de llaves, que actúan en el telerruptor para encender la luz; para apagarlo, solo se presiona el botón nuevamente. En este caso, el relé paso a paso alterna con cada acto una posición de contacto cerrado y uno del contacto abierto